# کروموزوم لمپبراش

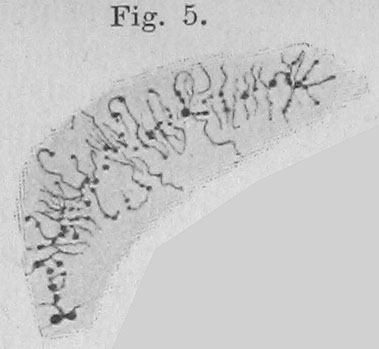
کروموزوم لمپبراش از هسته سلولی یک تخمک تخمدان سمندر باله‌دار

کروموزوم لمپ براش (به انگلیسی: Lampbrush chromosome) در کروماتین فعال بسیاری از جانوران مثل ماهی‌ها، پرندگان، خزندگان، دوزیستان و برخی از مهره‌دارانی که مقدار زیادی RNA تولید می‌کنند، دیده می‌شوند. این کروموزوم‌ها به شکل حلقه‌های کروماتینی که به‌طور مستقیم با میکروسکوپ نوری قابل مشاهده می‌باشند. از نظر ظاهری این کروموزوم‌ها نمای دانه دار دارند که هر دانه را کرومر می‌نامند که به وسیله رشته‌ای نازک به یکدیگر متصل هستند. اسم کروموزوم لمپ براش از حلقه‌های جانبی‌ای گرفته شده‌است که در شرایط معینی از کروموزوم‌ها خارج می‌شوند. یک حلقه، یک قطعه DNA بیرون‌زده از کروموزوم است که رونویسی از آن صورت می‌گیرد.